# Kingskettle
Kingskettle är en ort i Storbritannien.   Den ligger i kommunen Fife och riksdelen Skottland, i den norra delen av landet, 600 km norr om huvudstaden London. Kingskettle ligger 42 meter över havet och antalet invånare är 993.
Terrängen runt Kingskettle är platt åt nordost, men åt sydväst är den kuperad. Runt Kingskettle är det ganska tätbefolkat, med 207 invånare per kvadratkilometer. Närmaste större samhälle är Kirkcaldy, 16,3 km söder om Kingskettle. Trakten runt Kingskettle består till största delen av jordbruksmark.